# Aureliu Antoninio Praedetis
Aureliu Antoninio Praedetis (cunoscut și ca Aurelius Antoninus Praedetis – sau Praedis, Predetici, ori Aureliu Antoninio Praedetis Nasody) – ardelean de origine din Năsăud (de unde și particula „Nasody”) și fost locotenent auditor (judecător) în armata austriacă, este autorul unui mare dicționar plurilingv intitulat „Dictionarii trium lingvarum germano-latina et daco-romana”.
Lexiconul respectiv face parte dintre cele 3 dicționare multilingve publicate în limba română în ultima decadă a secolului al XVIII-lea.

## Dictionarii trium lingvarum germano-latina et daco-romana
Început în anul 1792 – într-un moment în care autorul său era la pensie, dicționarul a fost finalizat în 1793 și a avut 3 volume, subiectul său fiind reprezentat de limbile latină, germană și română.
Dicționarul – nepublicat,a fost păstrat la biblioteca Episcopiei din Oradea și a fost descoperit de Nicolae Densușianu. O listă aranjată pe două coloane pornește de la cuvinte în limba germană scrise cu caractere gotice și ordonate alfabetic – urmate de cuvinte sinonime  corespondente în limba latină scrise cu caractere latine. Pare că manuscrisul a fost redactat în perioada în care autorul a stat în Moldova, numărul mare de regionalisme prezente fiind o dovadă în acest sens Autorul a scris pe manuscris deviza: „Non tamen immemores penitus virtutis avitae/ Nec piget antiquas rursus adire vias.” Primul volum (literele A-K) a avut 986 pagini, al doilea volum (literele L-T) 778 pagini, iar cel de-al treilea (literele U-Z) 624 pagini.
Lucrarea sa s-a încadrat curentului de promovare a daco-romanismului, al cărui reprezentant de frunte a fost Petru Maior.

## Alte contribuții
Praedetis, pe la începutul secolului al XIX-lea a trăit la Iași, unde a început să scrie „Istoria Moldovei”. A avut și o contribuție minoră în cadrul etnobotanicii române.

## Literatură suplimentară
- de Trübner, K. J.; Grundriss der romanischen philologie, Volume 2, Issue 3; 1901; pp. 374, 596;